# 日本ポリオレフィン
日本ポリオレフィン株式会社は、東京都港区に本社を置く、レゾナック・ホールディングスとENEOSが共同で出資する化学工業会社である。

## 工場
川崎と大分に存在し、ポリエチレン製品や酢酸ビニール共重合樹脂、エチレン系共重合樹脂、接着性樹脂などを生産している。

## 関係会社
- 日本ポリエチレン株式会社
日本ポリケムとの合弁会社で、日本ポリケムが58%、日本ポリオレフィンが42%出資している。